# Drumul Taberei
Drumul Taberei este un cartier situat în Sectorul 6 al Bucureștiului, în partea de vest. Se învecinează la nord cu cartierul Militari, la vest cu Cartierul Brâncuși, la est cu Cartierul Panduri și la sud cu cartierul Ghencea.

## Istoric
Denumirea cartierului Drumul Taberei este legată de trecutul zonei, unde, în timpul Revoluției de la 1821, Tudor Vladimirescu și-a stabilit tabăra de panduri.  
Platoul întins al Cotrocenilor, acum parte din Drumul Taberei, este legat și de numele lui Aurel Vlaicu, al cărui prim zbor cu avionul construit de el a avut loc la 17 iunie 1910 în această parte a orașului. În zona Orizont se află ruinele hangarului avionului respectiv, în care a lucrat și pilotul. 
De asemenea, în perioada interbelică, în această zonă era un câmp de exercițiu pentru Academia Militară, de altfel situată foarte aproape de extremitatea estică a cartierului, în Cotroceni.
În timpul Revoluției din 1989, cartierul a fost scena unor lupte de stradă, cu precădere în proximitatea actualei clădiri a Statului Major al Armatei, în fața căruia se află un monument dedicat luptătorilor antiteroriști.  Pe fațadele unor blocuri de lângă Piața Drumul Taberei, precum și a altora din fața Statului Major, în zona Orizont, încă există găuri de gloanțe din timpul conflictului.

## Origini
Primele blocuri din actualul cartier au fost construite la sfârșitul anilor '50, după planurile unui proiect inspirat din principiile urbaniste ale lui Le Corbusier.
Acesta a fost conceput ca un mic oraș, compact, cu o densitate mare, dar foarte accesibil, atât din punct de vedere al transportului, cât și al facilităților. Era împărțit în mai multe microzone, fiecare cu spații comerciale dedicate, spații verzi, școli și grădinițe, dar și biblioteci locale. Proiectul se remarca prin frecvența străzilor cu o capacitate de trafic redusă și a aleilor pietonale amplasate între blocuri. 
În centrul cartierului, în zona Favorit a fost conceput un complex cultural, care găzduia Cinematograful Favorit. Acesta era al doilea cel mai mare din București, cu o capacitate de 944 de locuri, în incinta complexului fiind de asemenea și un magazin universal, mai multe biblioteci și librării. (necesită abonare)
Deși abandonat după anii 2000, un proiect de revitalizare culturală a complexului a fost demarat în iulie 2023, cu un termen de finalizare a lucrărilor de 24 de luni. În proiect sunt incluse: un cinematograf, o sală polivalentă cu o capacitate de 706 locuri, două săli de balet și dans, dar și o bibliotecă publică. 

## Limite geografice
Limita nordică o reprezintă Bulevardul Timișoara.
Întinderea sudică a cartierului Drumul Taberei este delimitată de Strada Prelungirea Ghencea, iar cea estică (în ordine) de Strada Sergent Postolache Alexandru, Bulevardul 1 Mai și Bulevardul Drumul Taberei.
Limita vestică este reprezentată de strada Valea Oltului.

## Puncte de interes

### Parcul
Articol principal: Parcul Drumul Taberei
Parcul Drumul Taberei (fost Moghioroș) este un parc aflat în Sectorul 6 din București, în cartierul Drumul Taberei.
La înființare, parcul avea o suprafață de 30 de hectare. Aici a fost amenajat atât un lac pentru canotaj, cu o suprafață de aproximativ 11.000 mp, cât și un teatru de vară pentru copii. La momentul actual, pe lac se pot face plimbări de agrement cu hidrobiciclete, iar în locul fostului teatru de vară funcționează un amfiteatru în care se rulează deseori proiecții în aer liber.
În 1976 în incinta parcului a fost construit un ștrand format din trei bazine (numit colocvial Trei Ligheane), cu o capacitate totală de 2.500 de persoane. Acesta funcționează în continuare sub numele Magic Summer Waves, fiind privatizat.

### Biserica ”Sfânta Vineri”
Inițial, pe locul actual fusese remontată în 1998 o biserică donată, din lemn, ctitorită în 1990 în Vicovu de Jos, Suceava, unde funcționa cu hramul Sfânta Treime.   
La scurt timp după, în 2002, a început construcția bisericii actuale, cu o arhitectură inspirată din cea a fostei Catedrale ”Sfânta Sofia” din Istanbul. În temelia acesteia au fost îngropate cărămizi din fosta Mânăstire ”Sfânta Vineri”, demolată în 1987. 
Recent, lângă clădirea principală a fost construită și o capelă mortuară.  

### Turnul de Apă
Acesta a fost construit, din cărămidă, la începutul secolului XX, posibil pentru a asigura alimentarea cu apă a barăcilor Pirotehniei Armatei, a terenurilor agricole și a aerodromului militar din zonă, dar mai ales pentru Cazarma Militară 575. Este un exemplu potrivit de arhitectură industrială întâlnită în Bucureștiul ante și interbelic.
În momentul de față nu este valorificat, nefiind exploatat turistic, comercial sau utilitar.

## Unități de învățământ
Cartierul Drumul Taberei beneficiază de numeroase unități de învățământ, printre care se numără șase licee: (Eugen Lovinescu, Elena Cuza, Grigore Moisil, Gheorghe Asachi, P.T.T.R. - Gheorghe Airinei, Petru Maior).
De asemenea, în cadrul acestuia funcționează peste zece școli generale și două școli speciale, la care învață peste 10.000 de elevi.

## Transport

### Subteran
Articol principal: Linia M5 a metroului din București
În ciuda densității populației din cartierul Drumul Taberei, ridicată încă de pe vremea regimului comunist, acesta a fost exclus de pe planurile de infrastructură de transport subteran, în favoarea cartierului Militari. Licitațiile pentru proiect au fost demarate în 2008.
În anul 2012 începe construcția Liniei M5, între stațiile (respectiv zonele urbane) Eroilor și Râul Doamnei, respectiv Valea Ialomiței, traficul de călători fiind deschis pe 15 septembrie 2020, după mai multe întreruperi cauzate de lipsa de fonduri. 

### De suprafață
Cartierul este conectat cu restul orașului atât prin mai multe linii de autobuz, printre care cele mai lungi și folosite sunt: 68, 69, 90, 93, 105, 137, 138, 168, 173, 221, 222, 232, 322, 368 și 485. 
De asemenea, acesta este deservit și de liniile de tramvai 8, 25, 27, 35 și 41.